# Comitato Organizzatore dei Giochi della XVII Olimpiade
Il "Comitato Organizzatore dei Giochi della XVII Olimpiade" è stato l'ente costituito dal Comitato olimpico nazionale italiano con il compito di organizzare le Olimpiadi di Roma del 1960, in base alle norme del Comitato Olimpico Internazionale che assegnavano al CONI la responsabilità della realizzazione dei Giochi.
L'ente, creato il 25 febbraio 1959 e sciolto il 19 ottobre 1960, ebbe sede presso il Palazzo delle Federazioni in viale Tiziano a Roma, nelle vicinanze del Villaggio Olimpico.

## Storia

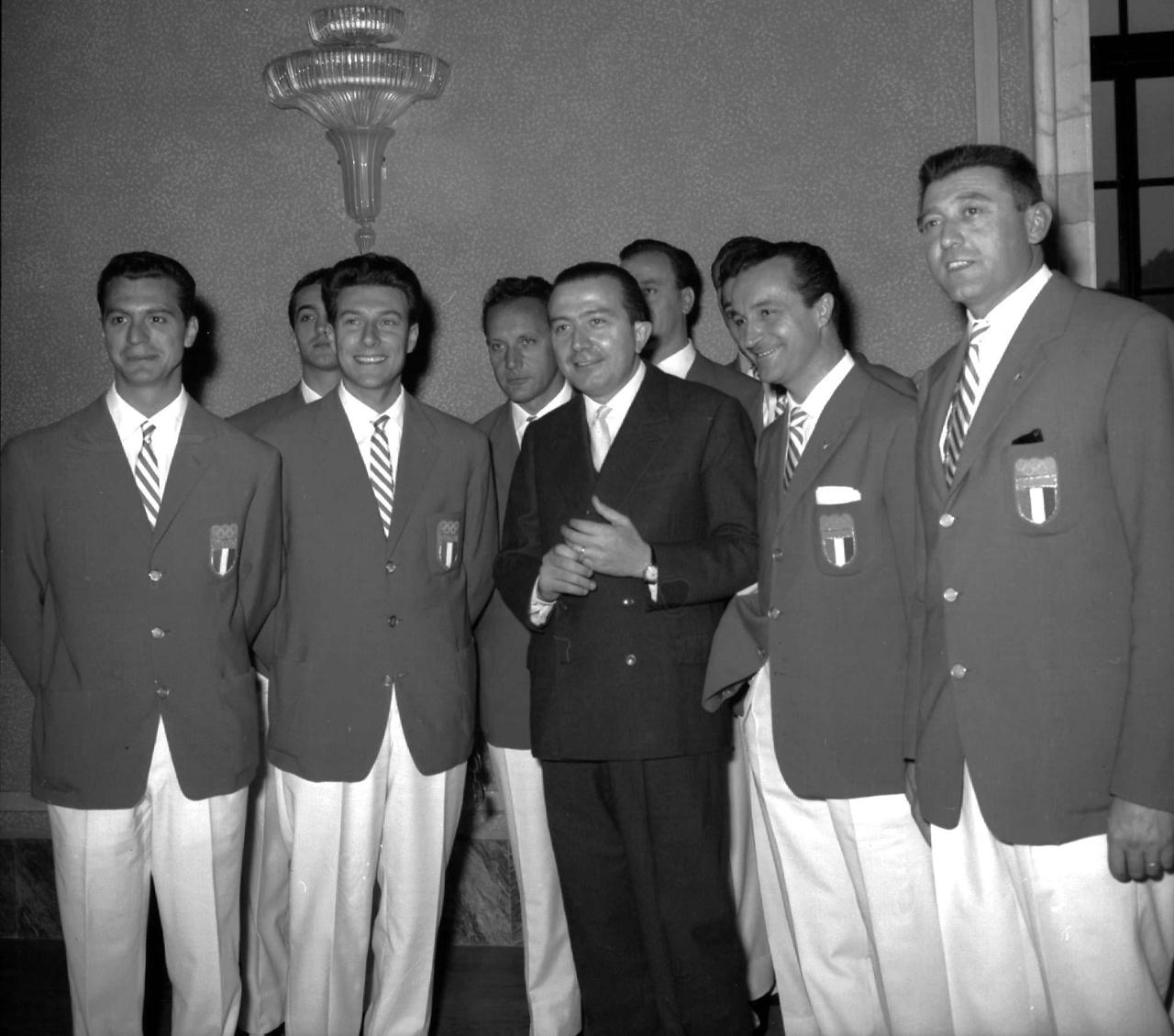
Il presidente del Comitato Organizzatore, l'on. Giulio Andreotti, assieme ad alcuni atleti italiani.

In base all'articolo 26 del regolamento del CIO toccò al Comitato olimpico nazionale italiano la responsabilità dell'organizzazione dei Giochi. Il 22 settembre 1955 il Comitato Olimpico Nazionale Italiano nominò inizialmente una Commissione di Studio (composta da Francesco Bartolotta, Nello Ciampi, Marcello Garroni, Pietro Petroselli, Mario Saini, Paolo Thaon di Revel e Giorgio De Stefani), con il compito di studiare i dettagli per redigere un piano organizzativo dei Giochi, che venne presentato alla Giunta Esecutiva del CONI il 31 marzo 1956. Il Consiglio Direttivo del CONI, il 15 maggio 1956, procedette ad un primo riparto dei compiti, al già costituito il C.O.R. (Costruzioni Olimpiche di Roma), per procedere alla costruzione degli impianti, e il 12 luglio affidò alle varie federazioni sportive nazionali precise istruzioni sulle loro attività. Il 3 ottobre 1956 il CONI propose alla Presidenza del Consiglio dei ministri la costituzione di un Comitato Interministeriale per collaborare sul piano organizzativo, che venne ufficialmente costituito il 2 maggio 1957, la cui presidenza fu assunta dallo stesso presidente del Consiglio dei ministri Adone Zoli ed era composto da alcuni ministri direttamente interessati per il loro ruolo allo svolgimento dei Giochi (Affari Esteri, Interno, Finanze, Tesoro, Difesa, Pubblica Istruzione, Lavori Pubblici, Trasporti, Poste e Telecomunicazioni, commercio estero), dal sindaco di Roma, dall'assessore al turismo del Comune di Roma, dal presidente della Provincia di Roma e del presidente del CONI. Nel novembre 1957 la Giunta Esecutiva del CONI, in attesa di nominare i comitati veri e propri, deliberò la costituzione anche di un comitato ristretto con poteri esecutivi, denominato "Comitato Provvisorio per la Gestione degli Affari Olimpici" (C.O.G.A.O.), che si riunì settimanalmente per esaminare ed affrontare tutte le problematiche connesse l'organizzazione dei Giochi, e composto da Marcello Garroni (segretario generale), Mario Saini, Francesco Costantino, Nicola Graziano e Virgilio Tommasi.
Nell'Assemblea Generale del Comitato olimpico nazionale italiano tenutasi a Roma il 20 novembre 1958, venne costituito il Comitato Organizzatore vero e proprio ed il ministro Giulio Andreotti fu acclamato all'unanimità presidente dello stesso, su proposta del presidente del CONI Giulio Onesti. La composizione di comitati Organizzatore ed Esecutivo fu decisa dal Consiglio Direttivo del CONI il 25 febbraio 1959, che scelse Onesti quale presidente di quello esecutivo, con Bruno Zauli come vicepresidente. Insediatosi il 26 marzo 1959, il Comitato Organizzatore fu formato da quaranta membri oltre il segretario Marcello Garroni: i due membri italiani del CIO, sei rappresentanti del CONI (presidente, ex presidente, vicepresidente, segretario, e altri due membri), dieci autorità civili (presidente della provincia, presidente dell'Ente di Promozione Turistica, prefetto e sindaco di Roma, sindaco di Castel Gandolfo, rappresentante del Comune di Napoli, direttore generale delle Antichità e Belle Arti, supervisore dei Lavori Pubblici del Lazio, presidente dell'USSI, presidente di Confindustria), un'autorità militare, un ministro del Governo della Repubblica Italiana, quattro tecnici, i quindici presidenti delle federazioni nazionali interessate dai Giochi (FIDAL, FIAP, FCI, FIGC, FGI, FIHP, FIN, FIP, FIS, FITPA, FISE, FPI, USVI, FIC, UITS) e un presidente di altra federazione (FMI). Al Presidente della Repubblica Italiana Giovanni Gronchi venne richiesto e conferito l'Alto Patronato dei Giochi.
Furono istituiti infine il Reparto Militare Olimpico, sotto la guida del comandante generale Tommaso Calise, e delle sezioni del comitato: Costruzioni olimpiche, presieduta da Luciano Berti; Gestione stadi olimpici, presieduta da Giovanni Poli; Sezione 1 Tecnica, presieduta da Virgilio Tommasi; Sezione 2 Torcia olimpica, presieduta da Alfredo Langellotti; Sezione 3 Villaggio olimpico, presieduta da Giuseppe Fabre; Sezione 4 Arte, presieduta da Roberto Vighi; Sezione 5 Servizio stampa, presieduta da Giuseppe Sabelli Fioretti; Sezione 6 Trasporti, presieduta da Sergio Taviani; Sezione 7 Segretariato, presieduta da Gino Del Neri; Sezione 8 Amministrazione, presieduta da Tommaso Folinea; Sezione 9 Biglietti e controlli, presieduta da Carlo della Vida; Sezione 10 Cerimoniale, presieduta da Luigi Magliari.
Il Comitato Organizzatore si sciolse a Giochi conclusi, dopo un'ultima riunione svoltasi il 19 ottobre 1960 nel salone d'onore del Foro Italico a Roma.

## Sede
La prima sede, provvisoria, degli uffici del Comitato Organizzatore fu una villa situata nei pressi di Castel Sant'Angelo a Roma, in via Cescenzio 14, ex abitazione di proprietà dell'attrice Francesca Bertini. Da questa prima sede l'ente si trasferì, sempre provvisoriamente, presso la sede del Totocalcio, in piazzale Ponte Milvio.
La sede definitiva del C.O. fu invece all'interno del Palazzo delle Federazioni, a seguito dell'edificazione di quest'ultimo edificio in viale Tiziano nei pressi del Villaggio Olimpico.

## Composizione

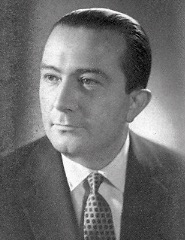
Giulio Andreotti, presidente del C.O.

Il Comitato Organizzatore era così composto:
Presidente
- Giulio Andreotti

Vicepresidenti
- Urbano Cioccetti (sindaco di Roma)
- Giulio Onesti (presidente del CONI)
- Paolo Thaon di Revel (membro italiano del CIO)

Segretario Generale
- Marcello Garroni

Direttore Tecnico
- Mario Saini

Membri
- Umberto Agnelli (presidente della Federazione Italiana Giuoco Calcio)
- Emanuele Bianchi (presidente della Federazione Motociclistica Italiana)
- Alfredo Boccalatte (presidente della Federazione Italiana Canottaggio)
- Leone Boccali (presidente della Unione stampa sportiva italiana)
- Antonio Brivio Sforza (membro del CONI)
- Giuseppe Bruno (presidente della Provincia di Roma)
- Alfredo Correra (commissario del Comune di Napoli)
- Marcello Costa (sindaco di Castelgandolfo)
- Andrea Beppe Croce (presidente della Federazione Italiana Vela)
- Guglielmo De Angelis D'Ossat (direttore generale delle Antichità e Belle Arti)
- Alighiero De Micheli (presidente della Confederazione generale dell'industria italiana)
- Giorgio de Stefani (membro italiano del CIO e presidente della Federazione Italiana Tennis)

- Francesco di Campello (presidente della Federazione Pugilistica Italiana)
- Lando Ferretti (ex presidente del CONI)
- Francesco Formigli (presidente della Federazione Italiana Sport Equestri)
- Cristoforo Fracassi di Torre Rossano (presidente del Comitato Cerimoniale)
- Giovanni Gatta (presidente della Unione Italiana Tiro a Segno)
- Luigi Gedda (presidente del Comitato medico scientifico)
- Guido Ginanni (presidente della Federazione Ginnastica d'Italia)
- Antonio Gualano (comandante della Regione militare centrale)
- Antonio Le Pera (presidente della Federazione Italiana Tiro a Volo)
- Alberto Liuti (prefetto di Roma)
- Aldo Mairano (presidente del Comitato torcia olimpica)
- Ermelino Matarazzo di Licosa (Delegato provinciale CONI di Napoli)
- Renzo Nostini (presidente della Federazione Italiana Scherma)
- Piero Oneglio (vicepresidente del CONI e presidente della Federazione italiana sport invernali)
- Vincenzo Percuoco (presidente della Federazione Italiana Nuoto)
- Enrico Reggiani (Supervisore dei Lavori Pubblici del Lazio)
- Luigi Rio (presidente della Federazione Italiana Hockey)
- Adriano Rodoni (vicepresidente del CONI e presidente della Federazione Ciclistica Italiana)
- Decio Scuri (presidente della Federazione Italiana Pallacanestro)
- Gaetano Simoni (presidente della Federazione Italiana di Atletica Leggera)
- Raffaele Travaglini (presidente dell'Ente di Promozione Turistica di Roma)
- Giovanni Valente (presidente della Federazione Italiana Atletica Pesante)
- Bruno Zauli (segretario generale del CONI)

## Organi tecnici e ausiliari

### Comitato Esecutivo

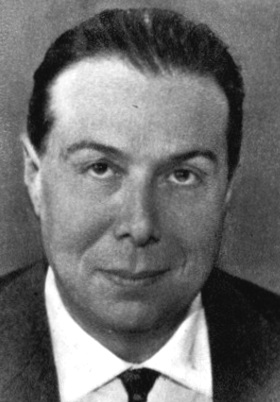
Giulio Onesti, presidente del C.E.

Il Comitato Esecutivo era così composto:
Presidente
- Giulio Onesti (presidente del CONI)

Vicepresidente
- Bruno Zauli (* Segretario generale del CONI)

Segretario Generale
- Marcello Garroni

Direttore Tecnico
- Mario Saini

Membri
- Francesco Costantino
- Nicola Graziano
- Virgilio Tommasi

### Sezioni
- Costruzioni olimpiche, presieduta da Luciano Berti;[10]
- Gestione stadi olimpici, presieduta da Giovanni Poli;[10]
- Sezione 1 Tecnica, presieduta da Virgilio Tommasi;[10]
- Sezione 2 Torcia olimpica, presieduta da Alfredo Langellotti;[10]
- Sezione 3 Villaggio olimpico, presieduta da Giuseppe Fabre;[10]
- Sezione 4 Arte, presieduta da Roberto Vighi;[10]
- Sezione 5 Servizio stampa, presieduta da Giuseppe Sabelli Fioretti;[10]
- Sezione 6 Trasporti, presieduta da Sergio Taviani;[10]
- Sezione 7 Segretariato, presieduta da Gino Del Neri;[10]
- Sezione 8 Amministrazione, presieduta da Tommaso Folinea;[10]
- Sezione 9 Biglietti e controlli, presieduta da Carlo della Vida;[10]
- Sezione 10 Cerimoniale, presieduta da Luigi Magliari.[10]